# Ekspedycja 6
Ekspedycja 6 była misją szóstej stałej załogi Międzynarodowej Stacji Kosmicznej.

## Załoga
- Kenneth Bowersox (5), Dowódca misji  (Stany Zjednoczone)
- Donald Pettit (1), Inżynier lotu i pracownik naukowy ISS (Stany Zjednoczone)
- Nikołaj Budarin (3), Inżynier pokładowy ISS i dowódca Sojuza (Rosja)

(liczba w nawiasie oznacza liczbę lotów odbytych przez każdego z astronautów)
Załoga rezerwowa:
- Saliżan Sz. Szaripow (2), Dowódca misji i dowódca Sojuza (Rosja)
- Edward M. Fincke (1), Inżynier lotu i pracownik naukowy ISS (Stany Zjednoczone)

- Do kwietnia 2002 w załodze rezerwowej byli także Carlos I. Noriega oraz Donald R. Pettit. Ten ostatni zamienił później w podstawowej ekipie Donalda Thomasa

## Parametry misji
- Perygeum: 384 km
- Apogeum: 396 km
- Inklinacja: 51,6°
- Okres orbitalny: 92 min

## Dokowanie do ISS
- Połączenie z ISS: 25 listopada 2002, 21:59 UTC
- Odłączenie od ISS: 3 maja 2003, 22:43:00 UTC
- Łączny czas dokowania: 159 dni, 0 h, 44 min